# Fontaine (Território de Belfort)
Fontaine é uma comuna francesa na região administrativa de Borgonha-Franco-Condado, no departamento do Território de Belfort. Estende-se por uma área de 6,96 km². Em 2010 a comuna tinha 612 habitantes (densidade: 87,9 hab./km²).